# 差餉
差餉（早期曾稱警捐）是一種不動產稅，源於英國，主要是按徵稅地的房產價值或租值抽取一個比例的款項作為政府收入一部分。現代，是香港政府向香港境內房地產業主徵收的一種間接稅。除差餉外，部份香港物業須另外向政府繳納地租。

## 歷史
香港政府於1845年開始徵收差餉，《差餉條例》於1888年制訂。首年差餉收入為529英鎊，約2,540港元。早年維多利亞城的差餉，按屋租計算每100元租金收13.5元，山頂則每100元租金收8.75元，九龍及其他鄉村則收7元。在第一次及第二次世界大戰期間，差餉增加至每100元租金收17.5元。
香港警察於香港開埠初期稱為「香港差役」，差餉的字面含意為「差人的糧餉」。差餉的收入在早期主要用以維持香港差役運作，以及其他公共服務，包括食水、街燈及清潔等開支；後來改為供市政局及區域市政局用作垃圾處理的開支，直到兩局被解散為止，差餉卻保留作為政府收入，其後引發香港垃圾徵費爭議。

## 估值
差餉的徵收及估值由差餉物業估價署負責。差餉的計算，是先由差餉物業估價署為每項物業計算應課差餉租值，應課差餉租值的定義，是估計物業在指定估價依據日期作出租用途時，可取得的合理年租金。應課差餉租值是參考同區類似物業於估價期間租金的市價，按照物業的面積、位置、設施、質素及管理水平等進行調整而計算。假如樓價上升，租金會跟隨上升，應課差餉租值亦會隨之而上升。物業的應繳差餉則是以應課差餉租值乘以一個百分比的差餉徵收率計算（2006-2007的財政年度仍然是5%為差餉徵收率），再分四期繳交。

## 繳交
香港所有地產物業，包括私人物業及公共房屋，均須根據香港法例第116章《差餉條例》評估差餉，但建於新界鄉村的村屋，及由新界原居民擁有的丁屋，則可獲豁免繳交差餉。自住物業的差餉由業主繳付，如果物業是出租，繳交差餉的責任則由雙方所訂的租約條款決定，一些租約指定由租戶繳交，另一些租約則可能在租金中「包差餉」，即由業主繳交。繳納者如認為應課差餉租值比市價為高，可向差餉物業估價署提出反對。差餉每年分4季預繳，每季初，估價署會對物業發出徵收差餉通知書，差餉的最後繳交日期，則為每季的首個月月底（1月31日、4月30日、7月31日及10月31日）。
差餉約佔政府總收入的5%。在2005年至2006年財政年度，估價冊約有220萬項估價，單位總數約有283萬個。2005年至2006年度，差餉徵收率為5%，估價則以2004年10月1日的租值為依據。

## 差餉寬免
政府曾在2001年、2002年的施政報告及2003年嚴重急性呼吸系統綜合症爆發期間，寬免所有物業的差餉，以紓緩香港市民當時面對的經濟困境。2001年及2002年寬免第一至第四季度的應繳差餉，以每戶2,000港元為上限；2003年則寬免7月至9月季度的差餉，住宅物業寬免額上限為1,250港元；非住宅物業上限則為5,000港元；此外，於2007年的施政報告，寬免兩季所有物業的差餉。2007年寬免第二及第三季度〈4月至9月〉的應繳差餉，以每戶5,000港元為上限。
此安排不適用於地租（如有）。

## 誤解
有些人會把差餉列為直接稅，但是差餉本質上是間接稅。因為差餉是以物業的估值作計算，不是以出租的價格作計算，所以是據業主資產作計算，並非收入。由於差餉係業主及租客的共同責任，可由雙方協商而轉嫁繳交的責任，差餉同租金收入係無直接關係。只有應課差餉租值與每年10月的租金會有關係。
與物業稅不同，因為物業稅是以出租收入作計算，所以不能藉以提高價格轉嫁予第三者，提高價格只會令業主繳付更多稅項。

## 參看
- 香港差餉
- 香港地租
- 廢物徵費
- 地租
- 物業稅
- 地稅